# Sjeverni galeb
Sjeverni galeb (lat. Larus hyperboreus) je vrsta galeba. Ovo je veliki galeb, drugi po veličini na svijetu među galebovim. Gnijezdi se u arktičkim regijama sjeverne polutke, a prezimljava na jugu do obala Holarktika. Specifični naziv hyperboreus je latinski izraz za "sjeverni" od starogrčkog Huperboreoi, što znači "ljudi s dalekog sjevera.
Ovaj galeb je ptica selica. Prezimljava od sjevernog Atlantika i sjevernog Tihog oceana na sjeveru, do Britanskih otoka i najsjevernijih država SAD-a na jugu, te na Velikim jezerima. Nekoliko ptica ponekad dosegne jug SAD-a i sjever Meksika.

## Opis
Ovo je veliki i snažni galeb, drugi po veličini od svih vrsta galebova. Vrlo je blijed po čitavom perju, bez crne boje na krilima ili na repu. Odrasli su s gornje strane svijetlosivi, s debelim žutim kljunom. Nezrele jedinke su vrlo blijedo sive s ružičastim i crnim kljunovima. Ova je vrsta znatno veća, glomaznija i debljeg kljuna od sličnog polarnog galeba, a ponekad može biti jednako velika kao Larus marinus, koji slovi kao najveća vrsta galeba. U nekim su područjima sjevrerni galebovi približno iste težine kao Larus marinus ili čak teži, a njihova je maksimalna težina veća. Mogu težiti od 960 to 2700 g, i to mužjaci u prosjeku 1.55 kg, a ženke 1.35 kg. U koloniji na kanadskom otoku Coats, galebovi su gotovo 15% teži od nekih drugih poznatih populacija, s prosječnom težinom 1.86 kg kod mužjaka (na uzorku od 5 ptica) i 1.49 kg kod ženki (na uzorku od 7 ptica). Jedna druga studija provedena na otoku Wrangel, na 9 mužjaka i 5 ženki, utvrdila je čak i veće težine sjevernih galebova, i to 2.32 kg za mužjake i 2.1 kg za ženke, što bi, ako bi bilo potvrđeno opsežijom studijom, učinilo ledenog galeba najtežim galebom i morskom pticom na svijetu, ako ne (koliko je poznato) u prosjeku najveće duljine. Duljina ovih galebova kreće se od 55 do 77 cm, a raspon krila od 132 do 170 cm, s nekim primjercima koji mogu postići raspon krila od 182 cm. Treba im četiri godine da dostignu zrelost.

## Podvrste
Četiri priznate podvrste su:
- L. h. hyperboreus, Gunnerus, 1767:, od sjeverne Europe do sjevero-zapadnog Sibira
- L. h. pallidissimus, Portenko, 1939 : od sjeverozapadnog Sibira do Beringovog mora
- L. h. barrovianus, Ridgway, 1886: od Aljaske do sjeverozapadne Kanade
- L. h. leuceretes, Schleep, 1819: od sjeverne središnje Kanade do Grenlanda i Islanda

## Ekologija
Ova se vrsta razmnožava u kolonijama ili pojedinačno na obalama i liticama, praveći nizove gnijezda na tlu ili litici. Obično se polože dva do četiri svijetlosmeđa jaja s tamno smeđim mrljama.

Ove ptice su svejedi poput većine galebova iz roda Larus i jedu ribu, kukce, mekušce, morske zvijezde, iznutrice, otpatke, jaja, male ptice, male sisavce i strvine, kao i sjemenke, bobice i žitarice.
- De Cocksdorp, Nizozemsks
- Jaje Muzej Wiesbaden
- U letu s crnoleđim galebovima, Ottawa, Ontario

## Vanjske poveznice
- Glaucous gull  Arhivirana inačica izvorne stranice od 27. svibnja 2010. (Wayback Machine), Alaska Seabird Information Series
- Podatci o vrsti Larus hyperboreus sa stranice BirdLife
- Larus hyperboreus. Avibase
- Mediji za Sjeverni galeb. Internet Bird Collection
- Galerija slika na temu Sjeverni galeb na stranici VIREO (Sveučilište Drexel)
- Interaktivna karta za Larus hyperboreus na IUCN-ovim kartama za Crveni popis
- Zvukovne snimke na temu Glaucous gull na stranici Xeno-canto.
- Larus hyperboreus u  galeriji Field Guide: Birds of the World na Flickru